# Gambrinus liga 1998-99
La Gambrinus liga 1998-99 fue la sexta edición de la Gambrinus liga, la máxima categoría del fútbol profesional de la República Checa. El torneo se comenzó a disputar el día 2 de agosto de 1998 y finalizó el 30 de mayo de 1999. El AC Sparta Praga se adjudicó el campeonato por quinta vez en su historia, la tercera de manera consecutiva.

## Datos de los clubes
| Club                  | Ciudad             | Estadio                          | Capacidad |
| --------------------- | ------------------ | -------------------------------- | --------- |
| AC Sparta Praga       | Praga              | Generali Arena                   | 20.854    |
| FC Baník Ostrava      | Ostrava            | Bazaly                           | 17.372    |
| FC Boby Brno          | Brno               | Městský fotbalový stadion Srbská | 12.550    |
| FC Dukla              | Příbram            | Na Litavce                       | 9.100     |
| FC Karviná            | Karviná            | Městský stadion                  | 8.000     |
| FC Petra Drnovice     | Drnovice           | Sportovní areál                  | 6.616     |
| FC Slovan Liberec     | Liberec            | Stadion u Nisy                   | 9.900     |
| FC Viktoria Plzeň     | Pilsen             | Stadion města Plzně              | 13.000    |
| FK Chmel Blšany       | Blšany             | Městský Stadium                  | 2.300     |
| FK Jablonec nad Nisou | Jablonec nad Nisou | Střelnice Stadion                | 6.280     |
| FK Teplice            | Teplice            | Na Stínadlech                    | 18.221    |
| FK Viktoria Žižkov    | Praga              | FK Viktoria Stadion              | 5.600     |
| SFC Opava             | Opava              | Stadion v Městských sadech       | 7.758     |
| SK Hradec Králové     | Hradec Králové     | Všesportovní stadion             | 17.000    |
| SK Sigma Olomouc      | Olomouc            | Andrův stadion                   | 12.566    |
| SK Slavia Praga       | Praga              | Eden Arena                       | 21.000    |

## Sistema de competición
La Gambrinus liga 1998/99 estuvo organizada por la Federación de Fútbol de la República Checa.
Constó de un grupo único integrado por dieciséis clubes de toda la geografía checa. Siguiendo un sistema de liga, los dieciséis equipos se enfrentaron todos contra todos en dos ocasiones -una en campo propio y otra en campo contrario- sumando un total de 30 jornadas. El orden de los encuentros se decidió por sorteo antes de empezar la competición.
La clasificación final se estableció con arreglo a los puntos obtenidos en cada enfrentamiento, a razón de tres por partido ganado, uno por empatado y ninguno en caso de derrota. Si al finalizar el campeonato dos equipos igualaron a puntos, los mecanismos para desempatar la clasificación fueron los siguientes:
1. El que tenga una mayor diferencia entre goles a favor y en contra en los enfrentamientos entre ambos. (Gol average)
2. Si persiste el empate, se tiene en cuenta la diferencia de goles a favor y en contra en todos los encuentros del campeonato.
3. Si aún persiste el empate, se tiene en cuenta el mayor número de goles a favor en todos los encuentros del campeonato.

Si el empate a puntos es entre tres o más clubes, los sucesivos mecanismos de desempate fueron los siguientes: 
1. La mejor puntuación de la que a cada uno corresponda a tenor de los resultados de los partidos jugados entre sí por los clubes implicados.
2. La mayor diferencia de goles a favor y en contra, considerando únicamente los partidos jugados entre sí por los clubes implicados.
3. La mayor diferencia de goles a favor y en contra teniendo en cuenta todos los encuentros del campeonato.
4. El mayor número de goles a favor teniendo en cuenta todos los encuentros del campeonato.
5. El club mejor clasificado con arreglo a los baremos de fair play.

### Efectos de la clasificación
El equipo que más puntos sumó al final del campeonato fue proclamado campeón de liga y obtuvo el derecho automático a participar en la fase de grupos de la Liga de Campeones de la UEFA, el subcampeón se clasificó para la tercera ronda previa de esta misma competición. Los equipos clasificados en tercera y cuarta posición se clasificaron para disputar la primera ronda y la ronda previa de la Copa de la UEFA, respectivamente. Los equipos clasificados en la séptima y la octava posición se clasificaron para disputar la segunda y primera ronda de la Copa Intertoto, respectivamente.
Los clasificados en posición 15º y 16º descendieron directamente a la segunda categoría checa.

## Clasificación
|  |     | Equipos de fútbol     | PJ | PG | PE | PP | GF | GC | Dif | Pts |
|  | --- | --------------------- | -- | -- | -- | -- | -- | -- | --- | --- |
|  | 1.  | AC Sparta Praga (C)   | 30 | 17 | 9  | 4  | 62 | 23 | +39 | 60  |
|  | 2.  | FK Teplice            | 30 | 16 | 7  | 7  | 55 | 30 | +25 | 55  |
|  | 3.  | SK Slavia Praga       | 30 | 15 | 10 | 5  | 51 | 31 | +20 | 55  |
|  | 4.  | SK Sigma Olomouc      | 30 | 12 | 11 | 7  | 42 | 34 | +8  | 47  |
|  | 5.  | FC Baník Ostrava      | 30 | 10 | 15 | 5  | 39 | 26 | +13 | 45  |
|  | 6.  | FK Chmel Blšany       | 30 | 12 | 6  | 12 | 48 | 44 | +4  | 42  |
|  | 7.  | FC Boby Brno          | 30 | 11 | 8  | 11 | 37 | 33 | +4  | 41  |
|  | 8.  | SK Hradec Králové     | 30 | 11 | 6  | 13 | 33 | 40 | -7  | 39  |
|  | 9.  | FC Slovan Liberec     | 30 | 9  | 11 | 10 | 33 | 34 | -1  | 38  |
|  | 10. | FK Viktoria Žižkov    | 30 | 11 | 5  | 14 | 31 | 47 | -16 | 38  |
|  | 11. | FC Petra Drnovice     | 30 | 9  | 10 | 11 | 35 | 44 | -9  | 37  |
|  | 12. | FK Jablonec 97        | 30 | 9  | 8  | 13 | 37 | 46 | -9  | 35  |
|  | 13. | FC Dukla Příbram      | 30 | 8  | 9  | 13 | 28 | 41 | -13 | 33  |
|  | 14. | SFC Opava             | 30 | 8  | 8  | 14 | 40 | 54 | -14 | 32  |
|  | 15. | FC Viktoria Plzeň (D) | 30 | 8  | 8  | 14 | 26 | 43 | -17 | 32  |
|  | 16. | FC Karviná (D)        | 30 | 6  | 5  | 19 | 28 | 55 | -27 | 23  |

PJ = Partidos jugados; PG = Partidos ganados; PE = Partidos empatados; PP = Partidos perdidos; GF = Goles a favor; GC = Goles en contra; Dif = Diferencia de goles; Pts = Puntos
|  | Clasificado para la fase de grupos de la Liga de Campeones de la UEFA 1999-2000       |
|  | Clasificado para la tercera ronda previa de la Liga de Campeones de la UEFA 1999-2000 |
|  | Clasificado para la primera ronda de la Copa de la UEFA 1999-2000                     |
|  | Clasificado para la ronda previa de la Copa de la UEFA 1999-2000                      |
|  | Clasificado para la segunda ronda de la Copa Intertoto de la UEFA 1999                |
|  | Clasificado para la primera ronda de la Copa Intertoto de la UEFA 1999                |
|  | Desciende a la Druhá liga                                                             |

| (C) Campeón    |
| (D) Descendido |

## Máximos goleadores
| Jugador           | Goles | Equipo                             |
| ----------------- | ----- | ---------------------------------- |
| Horst Siegl       | 18    | AC Sparta Praga                    |
| Pavel Verbíř      | 13    | FK Teplice                         |
| Robert Vágner     | 12    | SK Slavia Praga                    |
| František Koubek  | 11    | SK Hradec Králové                  |
| Vratislav Lokvenc | 11    | AC Sparta Praga                    |
| Vítězslav Tuma    | 11    | FK Drnovice                        |
| Luděk Zelenka     | 10    | FK Viktoria Žižkov/SK Slavia Praga |